# Psychoda adyscheres
Psychoda adyscheres és una espècie d'insecte dípter pertanyent a la família dels psicòdids que es troba a la Micronèsia.